# Feliniopsis quadrisigna
Feliniopsis quadrisigna är en fjärilsart som beskrevs av Moore 1881. Feliniopsis quadrisigna ingår i släktet Feliniopsis och familjen nattflyn. Inga underarter finns listade i Catalogue of Life.